# Confederació Nacional dels Treballadors d'Angola
Confederació Nacional dels Treballadors d'Angola (portuguès Confederação Nacional dos Trabalhadores de Angola, CNTA) va ser una organització sindical d'Angola. Va ser fundada per Mauricio Luvualu a Luanda en 1974. Luvualu havia estat líder de la Unió General dels Treballadors d'Angola, però va ser lliurat pel govern de Kinshasa als portuguesos el 1971 i sentenciat a treballs forçats. Després del seu alliberament el 1974 va rebre una compensació financera, i amb aquests fons va crear la CNTA. Durant un breu període fins que el MPLA va monopolitzar les activitats sindicals sota la UNTA, la CNTA va ser la principal organització laboral dins del país. La CNTA organitzà una sèrie de vagues demanant majors salaris i millors condicions de treball. L'organització va protestar contra la proposta d'instal·lar un únic centre sindical al país, considerant-ho com una trama del govern portuguès.
En un congrés celebrat entre els dies 24 i 25 d'abril de 1975, la CNTA es va unir a la UGTA, propera a UNITA formant el Sindicato Angolano dos Camponeses e Operários. La Confederació Internacional de Sindicats Lliures va estar representada en l'esdeveniment.